# Claude Brasseur
Claude Brasseur, nome d'arte di Claude Pierre Espinasse (Neuilly-sur-Seine, 15 giugno 1936 – Parigi, 22 dicembre 2020), è stato un attore francese.

## Biografia
Figlio d'arte, discendeva da una famiglia di attori: il bisnonno Jules Dumont (1829-1890), poi Brasseur, incominciò la sua carriera come attore comico nei teatri, fino a fondarne uno, il Théâtre des Nouveautés. Il padre Pierre Brasseur, nato dalla relazione extraconiugale di Germaine Brasseur con l'attore Georges Espinasse, diventò anche lui un celebre attore e si sposò nel 1935 con l'attrice, ballerina e sceneggiatrice Odette Joyeux. Il suo padrino fu il celebre scrittore Ernest Hemingway.

### Carriera
Claude Brasseur debuttò nel 1956, per lavorare in seguito sotto la direzione di grandi registi quali Marcel Carné in Il fantastico Gilbert (1956), Georges Franju in Occhi senza volto (1960), e Jean Renoir in Le strane licenze del caporale Dupont (1962). Si fece conoscere al pubblico nel 1971 con la serie televisiva Le nuove avventure di Vidocq.
Ma è solo nel 1974 con Esecutore oltre la legge di Georges Lautner che sfondò come attore cinematografico, consolidando la propria fama con il successivo Certi piccolissimi peccati (1976) di Yves Robert. Grazie a questo film ricevette il Premio César per il migliore attore non protagonista nel 1977. Ebbe notevole successo anche il seguito, Andremo tutti in paradiso (1977). Ottenne un altro César con il film Guerra tra polizie (1979) e interpretò il ruolo del dentista François Berreton, il padre di Sophie Marceau, nella celebre serie di film cult Il tempo delle mele (1980) e Il tempo delle mele 2 (1982), commedie romantiche che riscossero un enorme successo internazionale.

Claude Brasseur e Janet Agren in Aragosta a colazione (1979)

In Italia lavorò nei film Gli eroi (1973) di Duccio Tessari, Aragosta a colazione (1979) di Giorgio Capitani e Quando la coppia scoppia (1981), per la regia di Steno. Parallelamente alla carriera artistica, si dedicò alle corse automobilistiche, affiancando come co-pilota Jacky Ickx nel Rally Dakar del 1983, vinto dai due su una Mercedes 280 G.

## Filmografia

### Cinema
- Rencontre à Paris, regia di Georges Lampin (1956) (non accreditato)
- Il fantastico Gilbert (Le pays d'où je viens), regia di Marcel Carné (1956)
- L'amour descend du ciel, regia di Maurice Cam (1957)
- Mio figlio (Rue des Prairies), regia di Denys de La Patellière (1959)
- La Verte moisson, regia di François Villiers (1959)
- Occhi senza volto (Les yeux sans visage), regia di Georges Franju (1960)
- Pierrot la tendresse, regia di François Villiers (1960)
- Le distrazioni (Les Distractions), regia di Jacques Dupont (1960)
- A briglia sciolta (La Bride sur le cou), regia di Roger Vadim (1961)
- La casa del peccato (Les menteurs), regia di Edmond T. Gréville (1961)
- Codice segreto (Les Ennemis), regia di Édouard Molinaro (1962)
- I sette peccati capitali (Les sept péchés capitaux) (1962)
- Le strane licenze del caporale Dupont (Le Caporal épinglé), regia di Jean Renoir (1962)
- Un clair de lune à Maubeuge, regia di Jean Chérasse (1962)
- Io... 2 ville e 4 scocciatori (Nous irons à Deauville), regia di Francis Rigaud (1962)
- La soupe aux poulets, regia di Philippe Agostini  (1963)
- La furia degli uomini (Germinal), regia di Yves Allégret (1963)
- Buccia di banana (Peau de banane), regia di Marcel Ophüls (1963)
- Confetti al pepe (Dragées au poivre), regia di Jacques Baratier (1963)
- L'Enfer, regia di Henri-Georges Clouzot (1964) (incompiuto)
- Bande à part, regia di Jean-Luc Godard (1964)
- Joe mitra (Lucky Jo), regia di Michel Deville (1964)
- La Bonne occase, regia di Michel Drach (1965)
- Le chien fou, regia di Eddy Matalon (1966)
- Rififi internazionale (Du rififi à Paname), regia di Denys de La Patellière (1966)
- Il 13º uomo (Un homme de trop), regia di Costa-Gavras (1967)
- Caroline chérie, regia di Denys de La Patellière (1968)
- Catherine, un solo impossibile amore (Catherine, il suffit d'un amour), regia di Bernard Borderie (1969)
- La Chasse royale, regia di François Leterrier (1969)
- Trop petit mon ami, regia di Eddy Matalon (1970)
- Un cave, regia di Gilles Grangier (1971)
- Le portrait de Marianne, regia di Daniel Goldenberg (1971)
- Il vitalizio (Le viager), regia di Pierre Tchernia (1972)
- Mica scema la ragazza! (Une belle fille comme moi), regia di François Truffaut (1972)
- Gli eroi, regia di Duccio Tessari (1973)
- Bel ordure, regia di Jean Marbœuf (1973)
- Esecutore oltre la legge (Les seins de glace), regia di Georges Lautner (1974)
- Appuntamento con l'assassino (L'agression), regia di Gérard Pirès (1975)
- Il pericolo è il mio mestiere (Il faut vivre dangereusement), regia di Claude Makowski (1975)
- Attenti agli occhi, attenti al... (Attention les yeux !), regia di Gérard Pirès (1976)
- Le Guêpier, regia di Roger Pigaut (1976)
- Certi piccolissimi peccati (Un éléphant ça trompe énormément), regia di Yves Robert (1976)
- Il genio (Le grand escogriffe), regia di Claude Pinoteau (1976)
- Barocco, regia di André Téchiné (1976)
- Monsieur Papa, regia di Philippe Monnier (1977)
- Andremo tutti in paradiso (Nous irons tous au paradis), regia di Yves Robert (1977)
- L'État sauvage, regia di Francis Girod (1978)
- I soldi degli altri (L'argent des autres), regia di Christian de Chalonge (1978)
- Una donna semplice (Une histoire simple), regia di Claude Sautet (1978)
- Ils sont grands, ces petits, regia di Joël Santoni (1979)
- Aragosta a colazione, regia di Giorgio Capitani (1979)
- Au revoir, à lundi, regia di Maurice Dugowson (1979)
- Guerra tra polizie (La guerre des polices), regia di Robin Davis (1979)
- Quando la coppia scoppia, regia di Steno (1980)
- La banchiera (La banquière), regia di Francis Girod (1980)
- Il tempo delle mele (La boum), regia di Claude Pinoteau (1981)
- Une robe noire pour un tueur, regia di José Giovanni (1981)
- L'Ombre rouge, regia di Jean-Louis Comolli (1981)
- Une affaire d'hommes, regia di Nicolas Ribowski (1981)
- Josepha, regia di Christopher Frank (1982)
- Il tempo delle mele 2 (La boum 2), regia di Claude Pinoteau (1982)
- Guy de Maupassant, regia di Michel Drach (1982)
- Legittima difesa (Légitime violence), regia di Serge Leroy (1982)
- T'es heureuse? Moi, toujours..., regia di Jean Marbœuf (1983)
- La Crime, regia di Philippe Labro (1983)
- Signes extérieurs de richesse, regia di Jacques Monnet (1983)
- Le léopard, regia di Jean-Claude Sussfeld (1984)
- Souvenirs, souvenirs, regia di Ariel Zeitoun (1984)
- Rallye Paris - Dakar, regia di Peter Welz (1984)
- Palace, regia di Édouard Molinaro (1985)
- Detective, regia di Jean-Luc Godard (1985)
- Les Loups entre eux, regia di José Giovanni (1985)
- La Gitane, regia di Philippe de Broca (1986)
- Taxi Boy, regia di Alain Page (1986)
- Discesa all'inferno (Descente aux enfers), regia di Francis Girod (1986)
- Dandin, regia di Roger Planchon (1987)
- Radio Corbeau, regia di Yves Boisset (1989)
- L'Union sacrée, regia di Alexandre Arcady (1989)
- L'Orchestre rouge, regia di Jacques Rouffio (1989)
- Coreografia di un delitto (Dancing Machine), regia di Gilles Béhat (1990)
- Sale comme un ange, regia di Catherine Breillat (1991)
- Le Bal des casse-pieds, regia di Yves Robert (1992)
- A cena col diavolo (Le Souper), regia di Édouard Molinaro (1992)
- Les ténors, regia di Francis De Gueltz (1993)
- Uno, due, tre, stella! (Un, deux, trois, soleil), regia di Bertrand Blier (1993)
- O Fio do Horizonte, regia di Fernando Lopes (1993)
- Délit mineur, regia di Francis Girod (1994)
- L'autre côté de la mer, regia di Dominique Cabrera (1997)
- Matrimoni, regia di Cristina Comencini (1998)
- Le plus beau pays du monde, regia di Marcel Bluwal (1999)
- Fait d'hiver, regia di Robert Enrico (1999)
- La Débandade, regia di Claude Berri (1999)
- La Taule, regia di Alain Robak (2000)
- Toreros, regia di Éric Barbier (2000)
- Actors (Les acteurs), regia di Bertrand Blier (2000)
- Le Lait de la tendresse humaine, regia di Dominique Cabrera (2001)
- Chouchou, regia di Merzak Allouache (2003)
- Malabar Princess, regia di Gilles Legrand (2004)
- L'Amour aux trousses, regia di Philippe de Chauveron (2005)
- Un po' per caso, un po' per desiderio (Fauteuils d'orchestre), regia di Danièle Thompson (2006)
- Les petites vacances, regia di Olivier Peyon (2006)
- Camping, regia di Fabien Onteniente (2006)
- J'invente rien, regia di Michel Leclerc (2006)
- Le Héros de la famille, regia di Thierry Klifa (2006)
- Sa Majesté Minor, regia di Jean-Jacques Annaud (2007)
- Camping 2, regia di Fabien Onteniente (2010)
- L'Étudiante et Monsieur Henri, regia di Ivan Calbérac (2015)
- Tutti in piedi (Tout le monde debout), regia di Franck Dubosc (2018)

### Televisione
- Le paysan parvenu, regia di René Lucot (1960)
- La misère et la gloire, regia di Henri Spade (1965)
- Dom Juan ou Le festin de pierre, regia di Marcel Bluwal (1965)
- Le Mystère de la chambre jaune, regia di Jean Kerchbron (1965)
- La bonne peinture, regia di Philippe Agostini (1967)
- La double inconstance, regia di Marcel Bluwal (1968)
- Les eaux mêlées, regia di Jean Kerchbron (1969)
- Le nuove avventure di Vidocq, regia di Marcel Bluwal (1971)
- L'équipe ou Le roman des fortifs, regia di Jean Kerchbron (1973)
- L'Argent, regia di Jacques Rouffio (1988)
- Le prix du silence, regia di Jacques Ertaud (1989)
- Prêcheur en eau trouble, regia di Georges Lautner (1992)
- Petite sœur, regia di Marion Sarraut (1996)
- Soraya, regia di Lodovico Gasparini (2003)
- Edda, regia di Giorgio Capitani (2005)
- L'oncle de Russie, regia di Francis Girod (2006)
- Les prédateurs, regia di Lucas Belvaux (2007)
- Mon père avait raison, regia di Emmanuel Murat (2010)

## Doppiatori italiani
- Paolo Ferrari in Il tempo delle mele, Il tempo delle mele 2
- Gianfranco Bellini in Buccia di banana
- Gianni Bonagura in Mica scema la ragazza!
- Luciano Melani in Aragosta a colazione
- Adalberto Maria Merli in Edda
- Aroldo Tieri in A cena col diavolo
- Stefano De Sando in Soraya
- Carlo Sabatini in Un po' per caso, un po' per desiderio